# Натуральный каменный шпон

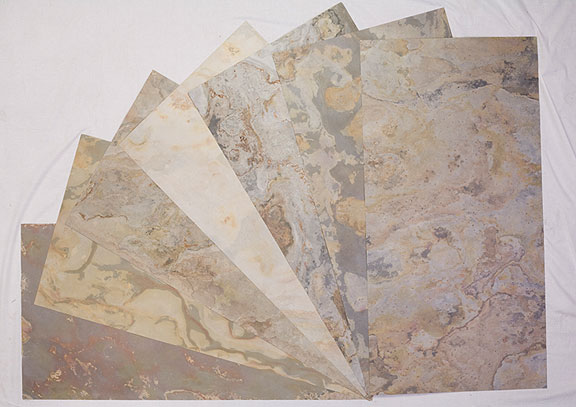
Семь натуральных каменных шпонов

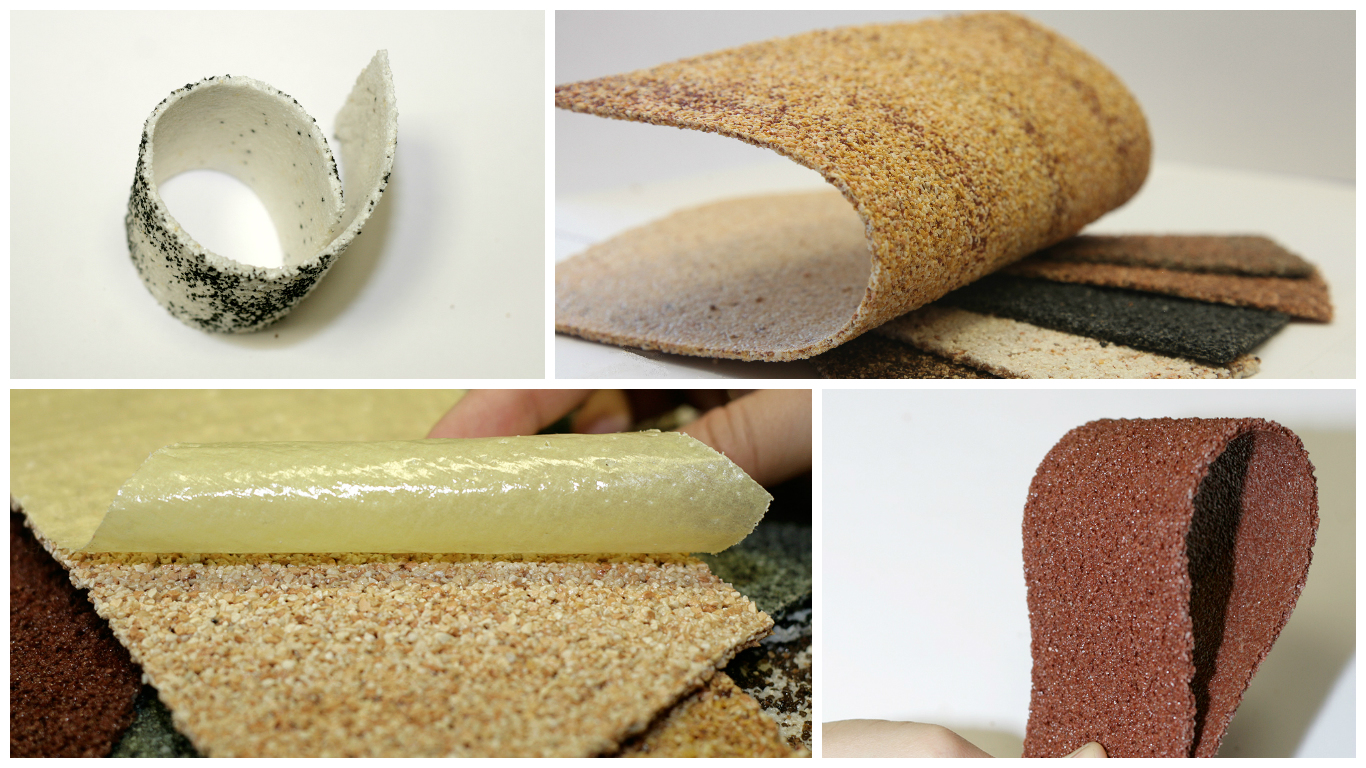
Натуральный каменный шпон

Натуральный каменный шпон — каменный шпон со слоем из камня толщиной от 1 до 3 мм, отличающийся высокой гибкостью и малой массой (масса 1 м² шпона не более 2,5 кг). Используется для отделки стен и полов внутренних помещений, фасадов зданий, каминов, мебели, в том числе и сложных изогнутых поверхностей. Изготавливается из различных типов камней, используемых для облицовки стен — сланца, слюды, известняка, песчаника или мрамора.
Каменный шпон является одним из инновационных материалов, альтернативой тяжёлому камню и плитке, но являющимся много более лёгким, простым в монтаже и уходе – это симбиоз научных достижений, качества, эстетики и дизайна. Натуральный каменный шпон может быть приклеен к бетонным и каменным стенам, нанесён на листовой материал для обшивки стен, металла, клееной фанеры и гипсокартона. Обычно он приклеивается с помощью любых цементирующих связывающих растворов.

## История
Каменный шпон был изобретен абсолютно случайно в Германии. В 1995 году при ремонте каменной столешницы немецкий дизайнер мебели Гернот Эрлих обнаружил, что тонкий слой, отделенный от поверхности сланца с помощью смолы, сохранил все свойства и эффекты камня. Но в то же время он был легким и прочным. Гернот Эрлих сразу увидел потенциал необычного продукта и экспериментировал с различными материалами-носителями, пока, наконец, не придумал сегодняшнее решение.

## Производство

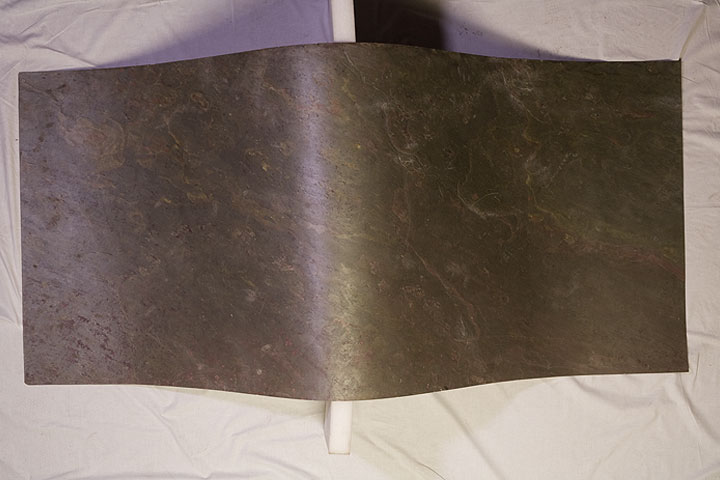
Гибкость

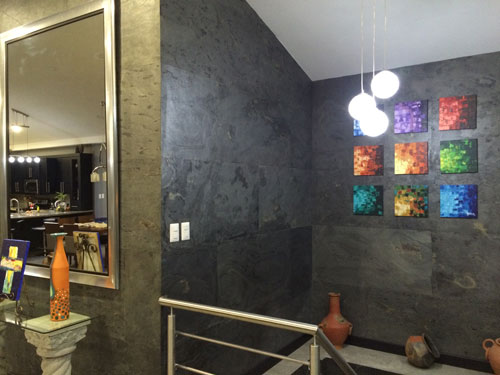
Настенное украшение

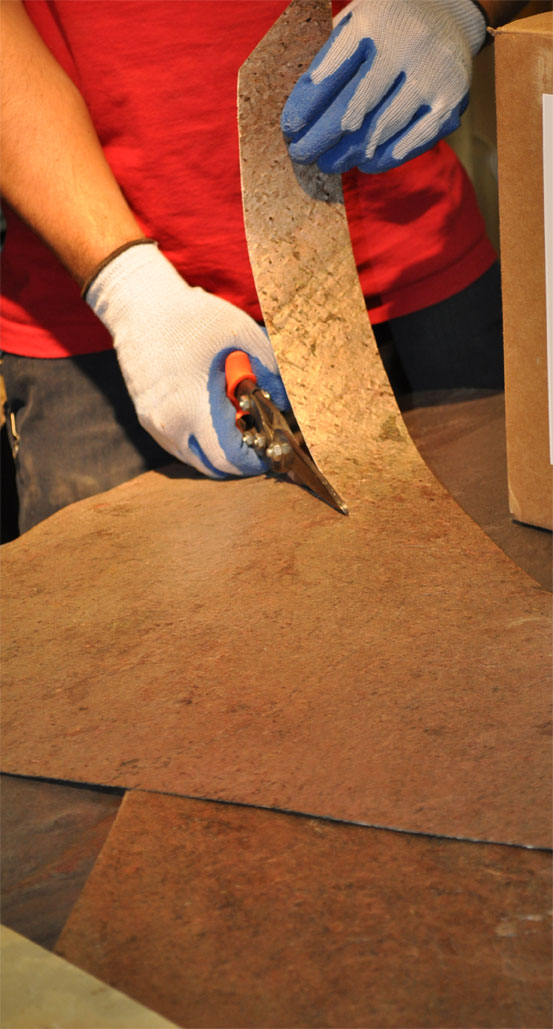
Часть гибкого каменного шпона отрезается и сгибается

Каменный шпон — натуральный продукт, полученный путем расщепления сланцевых горных пород на тонкие слои (от 0,3 до 2,5 мм), которые укрепляют с оборотной стороны стекловолокном и специальной смолой. В результате получают тонкий слой камня (сланца) достаточно больших форматов с новыми уникальными характеристиками: гибкость (радиус изгиба до 20 см), небольшой вес (около 2 кг на 1 м²), прочность, лёгкость в обработке. Этот процесс применяется только к сланцам и мрамору, но не к граниту.
Также натуральный каменный шпон может быть изготовлен в виде полупрозрачного (Translucent) материала — в нём слой камня укреплен прозрачным стекловолокном.
Источник света, установленный позади такого каменного шпона, создаст уникальный узор с удивительными световыми эффектами. Его широко применяют в качестве основы для светильников, лайтбоксов, световых панелей. По цене и легкости обработки полупрозрачный гибкий сланец составляет достойную конкуренцию изделиям из оникса и янтаря.
Если оборотную сторону каменного слоя укрепить клеящим составом и хлопковой подложкой, то получится очень гибкий каменный шпон (Eco Stone) толщиной около 0,8 мм. Тонкие пластины легко разрезаются, гнутся и могут быть наклеены практически на любой материал, поэтому гибкий сланец Eco Stone можно использовать для облицовки сложных архитектурных форм, мебели, изготовления сувенирной продукции, декорирования одежды, обуви, тюнинга салонов автомобилей.
Одними из первых производить данный материал на основе сланца стала немецкая компания R&D GmbH под маркой «Slate-Lite». Также производством натурального каменного шпона занимаются такие компании, как Richter-Furniertechnik GmbH & Co (Германия) и Stone Sheets (США).

## Свойства
Натуральный каменный шпон является достаточно прочным стройматериалом, так как для его производства используется только верхний слой камня. В ходе экологичного производства получают сотни листов каменного шпона из одной большой каменной плиты (слэба). Каждый изготовленный лист уникален и имеет такой же внешний вид и структуру, как и оригинальный каменный блок. В результате такого производства получают каменный шпон с такими свойствами, как:
1. Тепло- и звукоизоляция;
2. Огнестойкость;
3. Водонепроницаемость;
4. Высокая прочность (2-4 по шкале Мооса) в зависимости от месторождения сланца;
5. Морозоустойчивость составляет 25-100 циклов;
6. Экологичность и долговечность;
7. Устойчивость к воздействию внешней среды: дождь, снег, мороз, перепад температур.

## Применение
Натуральный каменный шпон применяется при отделке фасадов зданий, полов, потолков, стен, кухонных фартуков, подоконников, колонн, криволинейных поверхностей, мебели, указателей и вывесок, осветительных приборов, душевых и ванных.
Натуральный каменный шпон разрезается циркулярной пилой, пилой для дерева или каменной пилой, а затем приклеивается к подложке при помощи соответствующих связывающих растворов. Поскольку листы гибкого каменного шпона водонепроницаемые, их можно устанавливать и во влажных помещениях. Этот материал выдерживает практически все состояния, кроме экстремально низкой температуры. Подобно настоящему камню, каменный шпон может крепиться при помощи древесных или каменных герметиков, а его поверхность обрабатывается специальными пропитками для защиты поверхности и сохранения цвета.